# Lonchophylla peracchii
Lonchophylla peracchii, conhecido como morcego do néctar de Peracchi, é uma espécie de morcego que se alimenta de néctar na família Phyllostomidae. Foi descrito pela primeira vez como um morcego da Mata Atlântica no sudeste do Brasil. Seu nome foi dado em homenagem ao Dr. Adriano Lúcio Peracchi foi o primeiro a questionar a taxonomia das populações de Lonchophylla bokermanni da Mata Atlântica.

## Características
L. peracchi é um morcego de pequeno a médio porte e de acordo com a descrição de Dias et al. (2013), possuem orelhas de tamanho médio com ponta estreita; tragus com ponta arredondada; pelo ventral acastanhado, com ligeiro contraste entre bases e pontas do cabelo; comprimento do antebraço com menos de 37,0 mm; primeiro molar superior (M1) com parastilo pouco desenvolvido e orientado labialmente, mesostilo quase ausente e metastilo mal desenvolvido; segundo molar superior (M2) com parastilo, mesostilo e metastilo mal desenvolvidos. Pelagem ventral e dorsal contrastando levemente; focinho alongado e estreito; orelhas e tragus de tamanho médio arredondados na ponta; folha nasal grande e alongada da lâmina do nariz, com nervura central indistinta que se estende até a ponta; Fossa mesopterigóidea em forma de U anteriormente; Borda posteromedial do palato posicionada posteriormente à borda posterior do forame óptico; com dentição longa e fina.

## Distribuição
As populações de Lonchophylla são espécies aparentemente endêmicas, tendo L. peracchi sua distribuição na Mata Atlântica e com poucos registros em São Paulo
Registros de ocorrência de Lonchophylla peracchii compilados a partir das coleções de literatura e museu e os três locais pesquisados no estado de São Paulo. Os remanescentes florestais no bioma Mata Atlântica (SOS Mata Atlântica e INPE 2010) são mostrados em verde. SP = Estado de São Paulo, RJ = Estado do Rio de Janeiro, ES = Estado do Espírito Santo, MG = Estado de Minas Gerais. 